# Myron Simpson
Pour les articles homonymes, voir Simpson.
Myron Simpson (né le 30 juillet 1990 à Auckland) est un coureur cycliste néo-zélandais, spécialiste à la fois de la route et de la piste.

## Palmarès sur piste

### Championnats du monde
- Copenhague 2010
  - 10e de l'omnium
  - 19e du kilomètre

### Championnats du monde juniors
- 2007
  -  Médaillé d'argent de l'omnium juniors

### Coupe du monde
- 2009-2010
  - 3e de la poursuite par équipes à Pékin
  - 3e de l'américaine à Pékin
- 2010-2011
  - 2e de l'américaine à Melbourne
- 2011-2012
  - 3e de la poursuite par équipes à Pékin
- 2014-2015
  - 2e de la poursuite par équipes à Londres

### Jeux d'Océanie
- 2005
  -  Médaillé d'or du scratch cadets

### Championnats d'Océanie
- 2011
  -  Champion d'Océanie du scratch
  -  Médaillé de bronze de la poursuite par équipes

### Championnats de Nouvelle-Zélande
- 2006
  -  Champion de Nouvelle-Zélande de vitesse individuelle cadets
  -  Champion de Nouvelle-Zélande de vitesse par équipes cadets (avec Aaron Gate et Colin Black)
  -  Champion de Nouvelle-Zélande du 500 mètres cadets
  -  Champion de Nouvelle-Zélande de la course aux points cadets
  -  Champion de Nouvelle-Zélande du scratch cadets
- 2007
  -  Champion de Nouvelle-Zélande de vitesse individuelle juniors
- 2010
  -  Champion de Nouvelle-Zélande de vitesse par équipes (avec Andy Williams et Ethan Mitchell)
  -  Champion de Nouvelle-Zélande de l'américaine (avec Aaron Gate)
- 2013
  -  Champion de Nouvelle-Zélande de l'américaine (avec Aaron Gate)

## Palmarès sur route

### Par année
- 2005
  - 3e du championnat de Nouvelle-Zélande sur route cadets
- 2006
  - 2e du championnat de Nouvelle-Zélande du contre-la-montre cadets
  - 2e du championnat de Nouvelle-Zélande sur route cadets
- 2011
  - 5e étape de l'An Post Rás
  - 3e étape du Tour of the Murray River
- 2012
  - Prologue du Tour de Southland (contre-la-montre par équipes)
- 2014
  - Mauku Mountain Classic

### Classements mondiaux
| Année           | 2011 | 2012 | 2013  |
| --------------- | ---- | ---- | ----- |
| UCI Europe Tour | 947e |      | 1121e |